# Brooklyn Decker

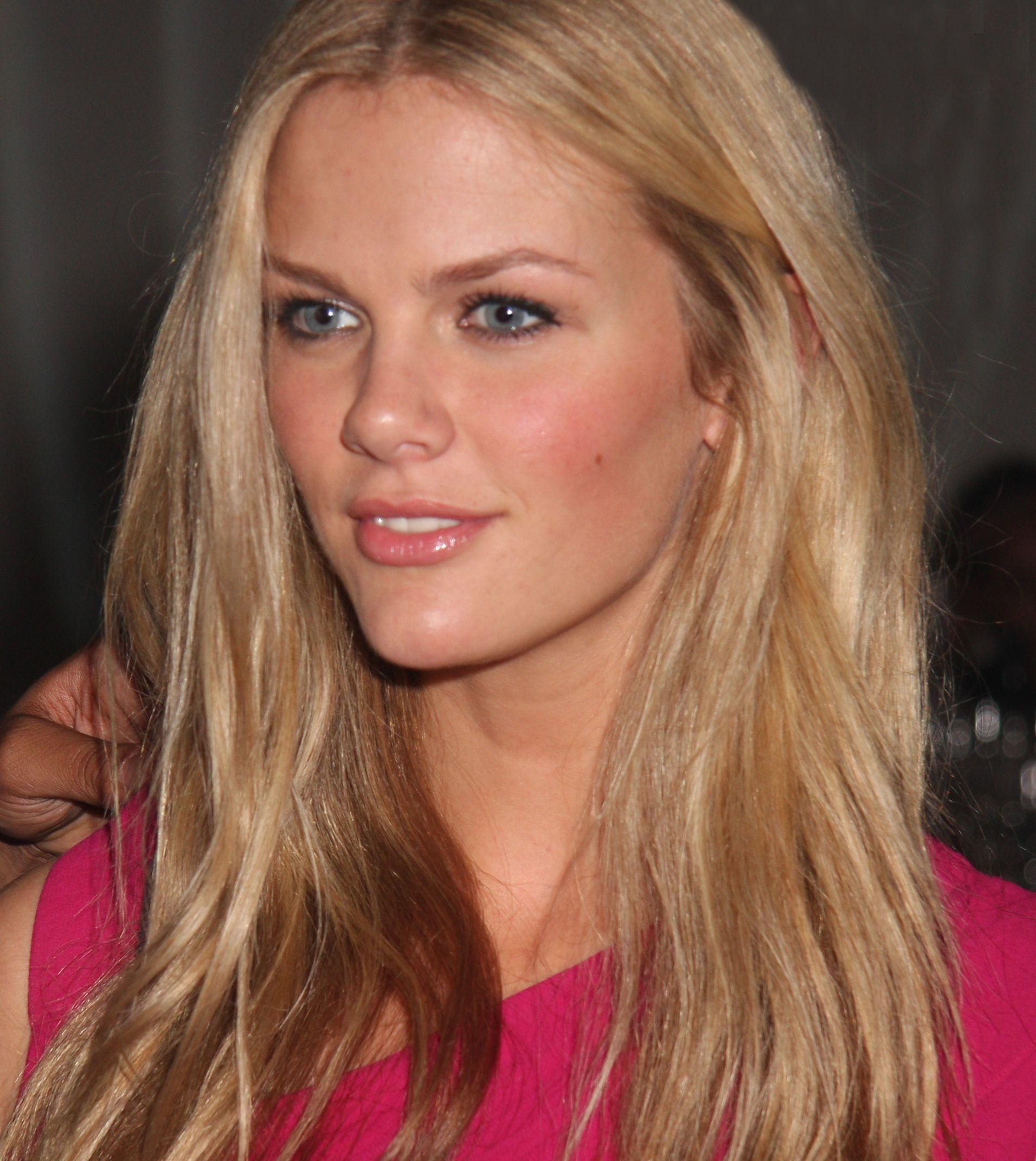
Brooklyn Decker

Brooklyn Decker (n. 12 aprilie 1987, Kettering, Ohio) este un model american. Este cunoscută pentru aparițiile ei în Sports Illustrated Swimsuit Issue. Decker a lucrat pentru Victoria's Secret. A interpretat câteva roluri în emisiuni de televiziune precum Chuck, Ugly Betty și Royal Pains. Este căsătorită cu jucătorul american de tenis Andy Roddick. În anul 2011 a fost aleasă de revista Esquire ca Sexiest Woman Alive.

## Filmografie
| Film                         | Film                                 | Film            | Film                                          |
| Anul                         | Titlu                                | Rol             | Note                                          |
| ---------------------------- | ------------------------------------ | --------------- | --------------------------------------------- |
| 2011                         | Just Go with It                      | Palmer Dodge    |                                               |
| 2012                         | Battleship                           | Sam             |                                               |
| Televiziune                  |                                      |                 |                                               |
| Anul                         | Titlu                                | Rol             | Note                                          |
| 2007                         | Lipshitz Saves the World             | Rebecca Fellini |                                               |
| 2009                         | Chuck                                | Job applicant   | (1 episode; Chuck Versus the Beefcake)        |
| 2009                         | Royal Pains                          | Rachel Ryder    | (1 episode; The Honeymoon's Over)             |
| 2009                         | Ugly Betty                           | Lexie           | (1 episode; The Wiener, the Bun and the Boob) |
| Television Guest Appearances |                                      |                 |                                               |
| Year                         | Title                                | Role            | Notes                                         |
| 2009                         | Elle Magazine: Make Better Make-Over | Herself         |                                               |
| 2009                         | Entertainment Tonight                | Herself         |                                               |
| 2009                         | The Dan Patrick Show                 | Herself         | (Multiple guest appearances)                  |
| 2010                         | Late Show with David Letterman       | Herself         |                                               |
| 2010                         | The Ellen DeGeneres Show             | Herself         |                                               |
| 2010                         | Jimmy Kimmel Live!                   | Herself         |                                               |
| 2010                         | Extreme Makeover: Home Edition       | Herself         |                                               |